# Uropoda hiramntsuisimilis
Uropoda hiramntsuisimilis es una especie de arácnido del orden Mesostigmata de la familia Uropodidae.

## Distribución geográfica
Se encuentra en Nueva Guinea.